# Mochlodon vorosi
Mochlodon vorosi es una especie del género extinto  Mochlodon  (gr. “diente rígido”) de dinosaurio ornitópodo, rabdodóntido que vivió a finales del período Cretácico, hace 85 millones de años, en el Santoniense, en lo que es hoy Europa. Se conoce a partir de restos fósiles que se describen de la Formación Csehbánya de Santoniano de Hungría en 2012.